# Vasconcellea quercifolia
Vasconcellea quercifolia là một loài thực vật có hoa trong họ Caricaceae. Loài này được A. St.-Hil. miêu tả khoa học đầu tiên năm 1837.